# Mariusz Koperski
Mariusz Koperski (ur. 25 lutego 1982) – polski bokser amator.
Zawodnik poznańskiego klubu bokserskiego Boxing Team, startujący w kategorii wagowej do 64 kg.
| Rok  | Tytuł                                                                                      |
| ---- | ------------------------------------------------------------------------------------------ |
| 2001 | Młodzieżowy Wicemistrz Polski Polska                                                       |
| 2002 | Młodzieżowy Mistrz Polski Polska                                                           |
| 2003 | Mistrz Polski Seniorów Polska                                                              |
| 2004 | Mistrzostwo Polski Seniorów Polska                                                         |
| 2005 | 3-miejsce na Mistrzostwach Polski Seniorów Polska                                          |
| 2007 | I-miejsce (w kat. do 64 kg) Międzynarodowy Turniej Bokserski im. Feliksa Stamma – Warszawa |
| 2007 | I-miejsce (w kat. do 64 kg) Międzynarodowy Turniej Bokserski Helsinki – Finlandia          |